# Ercole Carzino
Ercole Carzino (9. říjen 1901, Sampierdarena Italské království – 10. leden 1980, Janov Itálie) byl italský fotbalový záložník i trenér.
Od roku 1918 se stal hráčem Sampierdarenese, kde působil do roku 1927, když přestoupil do jiného klubu v Janově a to do La Dominante. Po dvou letech přestoupil do třetiligového klubu Imperia. Klubu pomohl v první sezoně k postupu do druhé ligy. Kariéru ukončil v Sampierdarenese v roce 1932.
Jediné utkání za reprezentaci odehrál 6. listopadu 1921 proti Švýcarsku. Byl v nominaci na OH 1924.
Již v roce 1929 když začal hrát za Imperii, stal se trenérem - hráčem. Největším úspěchem bylo vítězství ve třetí lize v sezonách 1929/30 a 1931/32.

## Hráčské úspěchy

### Reprezentační
- 1x na OH (1924)